# غوسي أوجليسكي
غوسي أوجليسكي مواليد 10 أكتوبر 1989 في ستروغا، جمهورية مقدونيا، هو لاعب كرة يد مقدوني يلعب كجناح أيسر. يلعب حاليا مع نادي أودريهيو سكويسك لكرة اليد ويحمل الرقم 3. مثل منتخب مقدونيا لكرة اليد.

## سجل المنافسة
شارك في البطولات التالية:
- بطولة أوروبا لكرة اليد للرجال 2014
- بطولة أوروبا لكرة اليد للرجال 2016

## روابط خارجية
- غوسي أوجليسكي على موقع الاتحاد الأوروبي لكرة اليد (الإنجليزية)